# Werner Baumann
Pour les articles homonymes, voir Baumann.
Werner Baumann (né le 6 octobre 1962) est un homme d'affaires allemand, ancien directeur général (PDG) de Bayer de 2016 à 2023 et fondateur de Bayer Animation.

## Parcours
Werner Baumann est né le 6 octobre 1962 à Krefeld, en Allemagne. Il est le premier de sa famille à fréquenter l'université, étudiant l'économie à l'Université RWTH d'Aix-la-Chapelle et à l'Université de Cologne. Il choisit de travailler chez Bayer, pensant qu'il pourrait y terminer son doctorat.
Il commence à travailler pour Bayer en 1988, dans le département financier, puis comme assistant dans la division commerciale espagnole de Bayer. Il gravit les échelons et occupe le poste de directeur financier et de directeur de la stratégie. En tant que chef de la stratégie, il joue un rôle clé dans l'acquisition de Schering par Bayer AG en 2006,.

### PDG de Bayer
En février 2016, il est annoncé comme le prochain PDG de Bayer, succédant à Marijn Dekkers (en),. La même année, il lance une offre publique d'achat (à hauteur de 62 milliards de dollars américains) sur Monsanto, une entreprise semencière et agrochimique américaine controversée. L'acquisition a duré plus de 20 mois et a été finalisée le 7 juin 2018. À la suite de la fusion des deux compagnies, Bayer n'a pas souhaité conserver le nom Monsanto. Les pertes pour les investisseurs de Bayer atteignent des dizaines de milliards d'euros deux ans seulement après l'acquisition. Son poste de PDG de Bayer est renouvelé en 2020 jusqu'en 2024,,. Toutefois, en 2023, l'investisseur Bayer DekaBank (en) demande et obtient son remplacement.

## Autres activités
- Baden-Badener Unternehmer-Gespräche (BBUG), membre du conseil de fondation[15],
- German Future Prize, membre du conseil d'administration[16].

## Vie privée
Baumann est marié, père de quatre enfants et réside à Krefeld, en Allemagne,.